# Associazione Calcio Carpi 1947-1948
Questa pagina raccoglie le informazioni riguardanti l'Associazione Calcio Carpi nelle competizioni ufficiali della stagione 1947-1948.

## Stagione
Nella stagione 1947-1948 il Carpi ha disputato il girone L del campionato di Serie C, piazzandosi al sedicesimo ed ultimo posto in classifica con soli 12 punti, retrocedendo in Prima Divisione insieme a Parma Vecchia, Mirandolese, Ostiglia, Gonzaga, Panigale, Copparese, Finale Emilia e Pro Italia Correggio. Il torneo è stato vinto con 48 punti dal Baracca di Lugo, che è stato ammesso alla nuova Serie C. Per sedici stagioni il Carpi resterà nelle serie minori, per ritornare in Serie C al termine della stagione 1963-1964.

## Rosa
| N. |                   | Ruolo | Calciatore          |
| -- | ----------------- | ----- | ------------------- |
|    | Italia (bandiera) | P     | Oscar Agosti        |
|    | Italia (bandiera) | D     | Francesco Andreoli  |
|    | Italia (bandiera) | C     | Lorelliano Ascari   |
|    | Italia (bandiera) | D     | Narciso Benetti     |
|    | Italia (bandiera) | A     | Arrigo Berni        |
|    | Italia (bandiera) | D     | Turiddu Davoli      |
|    | Italia (bandiera) | P     | Tommaso De Pietri   |
|    | Italia (bandiera) | A     | Carlo Ferrari       |
|    | Italia (bandiera) | C     | Adrasto Garagnani   |
|    | Italia (bandiera) | A     | Rino Gibertoni      |
|    | Italia (bandiera) | A     | Mario Guandalini    |
|    | Italia (bandiera) | C     | Augusto Lancellotti |

| N. |                   | Ruolo | Calciatore          |
| -- | ----------------- | ----- | ------------------- |
|    | Italia (bandiera) | D     | Franco Lippi        |
|    | Italia (bandiera) | C     | Ezio Luppi          |
|    | Italia (bandiera) | A     | Emilio Manicardi    |
|    | Italia (bandiera) | C     | Romolo Marchesini   |
|    | Italia (bandiera) | D     | Santino Martinelli  |
|    | Italia (bandiera) | D     | Silvano Nicolini    |
|    | Italia (bandiera) | C     | Oliviero Olivieri   |
|    | Italia (bandiera) | C     | Giuseppe Pantaleoni |
|    | Italia (bandiera) | A     | Azio Rossi          |
|    | Italia (bandiera) | A     | Rolando Setti       |
|    | Italia (bandiera) | D     | Vittorio Soliani    |
|    | Italia (bandiera) | A     | Giorgio Soliani     |